# Nelson Pereira dos Santos

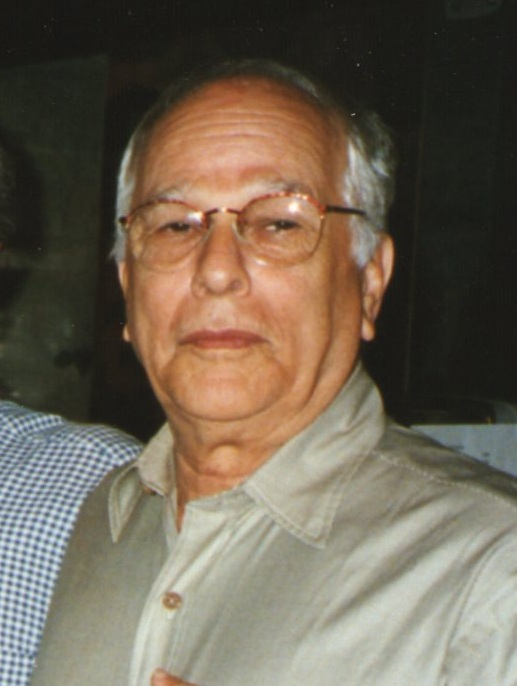
Nelson Pereira dos Santos (1998)

Nelson Pereira dos Santos (* 22. Oktober 1928 in São Paulo; † 21. April 2018 in Rio de Janeiro) war ein brasilianischer Filmregisseur, Drehbuchautor und Filmproduzent.

## Leben
Dos Santos studierte zunächst Jura und arbeitete als Rechtsanwalt. Ab 1949 drehte er Dokumentarfilme und war als Regieassistent tätig. Sein erster Spielfilm, bei dem er Regie führte, war 1954 Rio bei 40 Grad. Der Film, der in den Favelas von Rio de Janeiro spielt, war wie weitere Werke Pereira dos Santos’ vom italienischen Neorealismus geprägt. Mit seinen Werken, in denen er auch mithilfe von Laiendarstellern die brasilianische Realität ungeschönt darstellte, wurde Pereira dos Santos Mitte der 1950er-Jahre zum Wegbereiter des Cinema Novo.
Ab Hunger nach Liebe im Jahr 1968 nahmen seine Filme zunehmend phantastischen und auch grotesken Charakter an. Einer seiner bekanntesten Filme ist die schwarze Komödie Mein kleiner Franzose war sehr lecker, die auf den Internationalen Filmfestspielen von Berlin 1971 für den Goldenen Bären nominiert war.
Pereira dos Santos war Mitglied der Fundación del Nuevo Cine Latinoamericano. Sowohl 1986 als auch 1993 war Pereira dos Santos Mitglied der Jury der Internationalen Filmfestspiele von Venedig. Im Jahr 2017 wurde er in die Academy of Motion Picture Arts and Sciences (AMPAS) aufgenommen, die jährlich die Oscars vergibt.
Pereira dos Santos starb im April 2018 im Alter von 89 Jahren an den Folgen von Leberkrebs.

## Filmografie
- 1949: Juventude (Dokumentarfilm)
- 1955: Rio bei 40 Grad (Rio 40 graus)
- 1957: Rio, nördliche Zone (Rio, zona norte)
- 1961: Der rote Feigenbaum (Mandacaru vermelho)
- 1963: Goldrachen (Boca de ouro)
- 1963: Vidas secas – Nach Eden ist es weit (Vidas secas)
- 1967: El justicero
- 1968: Hunger nach Liebe (Fome de amor)
- 1970: Das Irrenhaus (Azyllo muito louco)
- 1971: Mein kleiner Franzose war sehr lecker (Como era gostoso o meu francês)
- 1972: Wer ist Beta? (Quem é Beta?)
- 1974: Das Amulett (O amuleto de Ogum)
- 1977: Basar der Wunder (Tenda dos milagres)
- 1980: Na estrada da vida
- 1980: Insônia, Teil: Ladrão, o
- 1982: A missa do galo
- 1984: Das Gespenst aus Bahia (Memórias do Cárcere)
- 1987: Jubiabá
- 1994: Das dritte Ufer des Flusses (A terceira margem do rio)
- 1995: Lateinamerika – Kino der Tränen (Cinema de Lágrimas)
- 1998: Guerra e Liberdade – Castro Alves em São Paulo
- 2000: Casa-Grande e Senzala (TV-Mehrteiler)
- 2003: Raízes do Brasil: Uma cinebiografia de Sérgio Buarque de Hollanda
- 2006: Brasília 18%
- 2009: Português, a Língua do Brasil (Dokumentarfilm)
- 2012: A Música Segundo Tom Jobim (Dokumentarfilm)

## Auszeichnungen (Auswahl)
Mehrfach waren Filme von Pereira dos Santos bei den Internationalen Filmfestspielen von Cannes im Wettbewerb vertreten: Im Jahr 1964 Vidas secas – Nach Eden ist es weit, 1970 Das Irrenhaus und 1975 Das Amulett. Auf den Internationalen Filmfestspielen Berlin liefen ebenfalls mehrere seiner Filme im Wettbewerb: Hunger nach Liebe 1968, Mein kleiner Franzose war sehr lecker 1971, Basar der Wunder 1977 und Das dritte Ufer des Flusses 1994.
Das Gespenst aus Bahia wurde 1984 auf dem Internationalen Festival des Neuen Lateinamerikanischen Films mit dem Gran Coral ausgezeichnet. Im Jahr 2006 wurde Pereira dos Santos als erster Regisseur in die Academia Brasileira de Letras (Cadeira 7) aufgenommen.